# شبکه فارس
شبکهٔ فارس شبکه‌ای تلویزیونی که به‌مردم استان فارس اختصاص دارد و زیرمجموعه صدا و سیمای فارس است، همه‌روزه برنامه‌های متعددی را زبان فارسی پخش می‌نماید. ساختمان این مرکز در میدان جام جم که در بلوار جمهوری اسلامی در مجاورت دانشگاه شیراز در شهر شیراز قرار گرفته‌است که به تپه تلویزیون معروف است.

## برنامه‌ها
با روند ۲۴ ساعته شدن برنامه‌های شبکه فارس از اردیبهشت ۱۳۹۰، این شبکه به عنوان اولین شبکه استانی ۲۴ ساعته کشور معرفی شد. البته در فاصله‌ای یک‌ماهه شبکه‌های سهند (آذربایجان شرقی)، اصفهان، خراسان رضوی و همدان هم پخش بیست و چهار ساعته خود را آغاز کردند. از شبکهٔ استانی سیمای مرکز فارس، روزانه سه بخش خبری به زبان فارسی پخش می‌شود. این شبکه یکی از شبکه‌های فعال استانی در زمینه پخش برنامه از شبکه‌های سراسری محسوب می‌شود که از آن جمله می‌توان به برنامه‌های خوشا شیراز (جمعه‌ها) و سلامت باشید (دوشنبه و چهارشنبه‌ها) اشاره کرد که همزمان با شبکه فارس از طریق شبکه یک هم پخش می‌شوند. پزشک شما نیز از تولیدات سیمای مرکز فارس بود که در سال ۱۳۹۳ همزمان از شبکه فارس و شبکه شما پخش می‌شد.
از مجریان شاخص شبکه فارس می‌توان به امیر همایون یزدان پور، سید کمال علوی، رزیتا مظهری، میترا نیکوبخت، لیلا اسرار و فرانک قائد شرفی اشاره کرد.

## نگارخانه

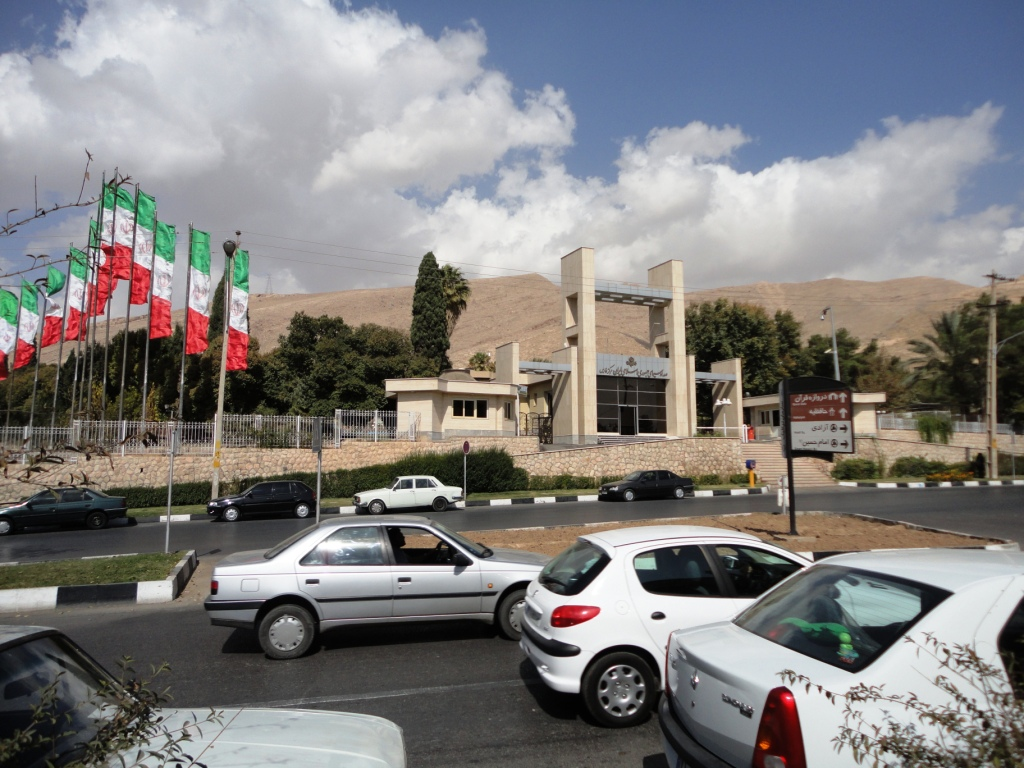
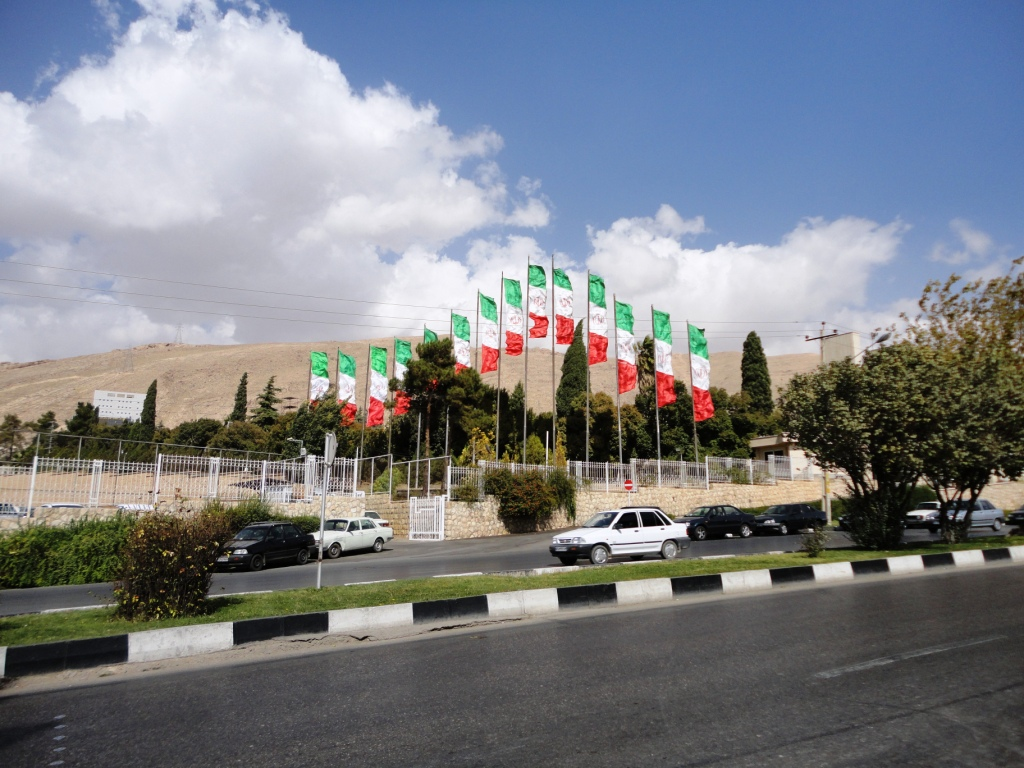

## نشان واره ها

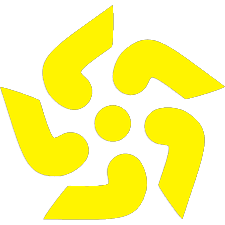
نشان قدیم شبکه فارس]]|نشان قدیم (۱۳۷۲–۱۳۹۵)
نشان جدید (۱۳۹۵–اکنون)